# Serge Lang
Serge Lang (Saint-Germain-en-Laye, 19 de maio de 1927 — Berkeley, 12 de setembro de 2005) foi matemático estadunidense nascido na França. É conhecido por seu trabalho em teoria dos números e por seus livros de matemática, incluindo o influente Algebra. Foi membro do grupo Bourbaki.

## Vida
Serge nasceu em Saint-Germain-en-Laye, perto de Paris, filho de Étienne Lang e Helene Schlepianoff. Tinha um irmão gêmeo e uma irmã. Morou em Paris e frequentou a escola até o começo da Segunda Guerra Mundial, quando estava na 10ª série. Serge junto com seu pai e sua irmã fugiram aos Estados Unidos, onde se estabeleceram em Los Angeles, Califórnia. Foi lá que Serge completou o ensino médio e entrou no Instituto de Tecnologia da Califórnia. Se formou em 1946 com um B.A. em física. Então serviu por cerca de dezoito meses no exército americano e ficou estacionado por parte desse período na Itália e Alemanha. Depois de voltar para os Estados Unidos, foi à Universidade de Princeton com a intenção de estudar para um doutorado em filosofia. Depois de um ano no departamento de filosofia, mudou para matemática e Emil Artin tornou-se seu orientador de tese. Foi premiado com seu Ph.D. em 1951 para sua dissertação sobre encerramento quasi-algébrico. Suas primeiras publicações foram na área de sua tese, e em 1952 publicou três obras: Sobre Fechamento Quasi-Algébrico; Nullstellensatz de Hilbert no Espaço de Dimensão Infinita e Sobre a prova de Chevalley do Teorema de Lüroth. Em 1954, publicou Número de pontos de variedades em campos finitos com André Weil.
Lang foi instrutor em Princeton durante 1951-53, quando também era visitante do Instituto para Estudo Avançado. Durante 1953-55, foi instrutor na Universidade de Chicago, depois tornou-se professor na Universidade de Colúmbia em 1955. Em 1971, renunciou à sua posição na Universidade de Colúmbia em protesto contra o tratamento de manifestantes antiGuerra do Vietnã. Na época em que se demitiu, não tinha ideia de onde poderia encontrar outra posição. Em 1972, foi oferecido um cargo na Universidade de Yale e permaneceu lá pelo resto de sua carreira até se aposentar na primavera de 2005. Em sua aposentadoria, o presidente de Yale fez um discurso em sua homenagem. A pesquisa matemática de Lang abrangeu uma ampla gama de tópicos como geometria algébrica, geometria diofantina (um termo que inventou), teoria dos números transcendentais, aproximação diofantina, teoria dos números analíticos e suas conexões à teoria da representação, curvas modulares e suas aplicações na teoria dos números, geometria hiperbólica da Série L, teoria de Arakelov e geometria diferencial. Seus livros cobrem uma gama ainda maior de matemática e muitos são baseados em cursos de pós-graduação que ministrou.

## Lista de livros
- Introduction to Algebraic Geometry (1958)[2]
- Abelian Varieties (1959)
- Diophantine Geometry (1962)[3][4]
- Introduction To Differentiable Manifolds (1962)[5]
- A First Course in Calculus (1964), as Short Calculus (2001)
- Algebraic Numbers (1964)
- A Second Course in Calculus (Addison-Wesley, 1965)[6][7][8] ASIN B0007DW0KS
- Algebra (1965) and many later editions
- Algebraic Structures (1966)
- Introduction to Diophantine Approximations (1966)
- Introduction to Transcendental Numbers (1966)
- Linear Algebra (1966)
- Rapport sur la Cohomologie des Groupes (1966)[9] as Topics in Cohomology of Groups (1986)
- A Complete Course in Calculus (1968)
- Analysis I (1968)
- Analysis II (1969)
- Real Analysis (1969)
- Algebraic Number Theory (1970)[10]
- Introduction To Linear Algebra (1970)
- Basic Mathematics (1971)
- Differential Manifolds (1972)
- Introduction to Algebraic and Abelian Functions (1972)
- Calculus of Several Variables (1973)
- Elliptic Functions (1973)[11]
- SL2(R) (1975)[12]
- Introduction to Modular Forms (1976)[13]
- Complex Analysis (1977)
- Cyclotomic Fields (1978)
- Elliptic Curves: Diophantine Analysis (1978)[14]
- Modular Units (1981) with Dan Kubert
- The File: Case Study in Correction 1977–1979 (1981)
- Undergraduate Analysis (1983)
- Complex Multiplication (1983)
- Fundamentals Of Diophantine Geometry (1983)
- The Beauty of Doing Mathematics: Three Public Dialogues (1985)
- Math!: Encounters with High School Students (1985)
- Riemann-Roch Algebra (1985) with William Fulton
- Introduction To Complex Hyperbolic Spaces (1987)[15]
- Geometry (1988)
- Introduction to Arakelov Theory (1988)[16]
- Cyclotomic Fields II (1989)
- Undergraduate Algebra (1990)
- Real and Functional Analysis (1993)
- Differential and Riemannian Manifolds (1995)
- Basic Analysis of Regularized Series and Products (1993) with Jay Jorgenson
- Challenges (1997)
- Survey On Diophantine Geometry (1997)
- Fundamentals of Differential Geometry (1999)
- Math Talks for Undergraduates (1999)
- Problems and Solutions for Complex Analysis (1999) with Rami Shakarchi
- Collected Papers I: 1952–1970 (2000)
- Collected Papers II: 1971–1977 (2000)
- Collected Papers III: 1978–1990 (2000)
- Collected Papers IV: 1990–1996 (2000)
- Collected Papers V: 1993–1999 (Springer, 2000) ISBN 978-0387950303
- Spherical Inversion on SLn(R) (2001) with Jay Jorgenson[17]
- Posn(R) and Eisenstein Series (2005) with Jay Jorgenson
- The Heat Kernel and Theta Inversion on SL2(C) (2008) with Jay Jorgenson
- Heat Eisenstein series on SLn(C) (2009) with Jay Jorgenson